# Rocco Ronzani
Rocco Ronzani OSA (* 21. Februar 1978 in Rom) ist ein italienischer römisch-katholischer Theologe und Präfekt des Vatikanischen Apostolischen Archivs.

## Leben
Der Bruder der Augustinerprovinz Italien studierte Philosophie und Theologie an der Pontificia Universitas Gregoriana und Patristik am Institutum Patristicum Augustinianum und wurde am 27. Juni 2004 zum Priester geweiht. Er wurde im Februar 2010 mit einer Dissertation über Patristische Philologie promoviert. Im Jahr 2008 absolvierte er Paläograph-Archivar an der Scuola Vaticana di Paleografia, Diplomatica e Archivistica. Er unterrichtet Patrologie am Augustinianum und an der Pontificia Universitas Lateranensis. Seit 2009 ist er Mitglied des Historischen Instituts des Augustinerordens, der International Association of Patristic Studies, des Kulturverbandes Roma nel Rinascimento und Mitherausgeber der Fachzeitschrift Analecta Augustiniana. Seit 2014 ist er theologischer Berater bei der Kongregation für die Selig- und Heiligsprechungsprozesse. Am 5. Juli 2024 wurde er zum Präfekten des Vatikanischen Apostolischen Archivs ernannt.
Seine Forschungsschwerpunkte sind die Spätantike, das Frühmittelalter und die Geschichte der Augustiner.

## Schriften (Auswahl)
- Il Complesso delle Suore Oblate del Bambino Gesù in Roma nei secoli 18.–20. Rom 2009, ISBN 8890430702.
- Note di sigillografia dell’Ordine di sant’Agostino. Rom 2010, ISBN 8890430737.
- als Herausgeber: Gelasio di Roma: Lettera sulle due nature. Bologna 2012, ISBN 978-88-10-42061-4.
- als Herausgeber mit Myriam Chiabò und Angelo Maria Vitale: Egidio da Viterbo cardinale agostiniano tra Roma e l’Europa del Rinascimento. Atti del convegno, Viterbo, 22–23 settembre 2012. Roma, 26–28 settembre 2012. Rom 2014, ISBN 978-88-85913-83-7.